# James while John had had had had had had had had had had had a better effect on the teacher
James while John had had had had had had had had had had had a better effect on the teacher е изречение на английски език, демонстриращо лексикалната многозначност на думите и нуждата от пунктуация за предаването на супрасегментна информация – интонация, ударение и др.

## Разбор
Без пунктуация изречението е трудно за възприемане и всъщност може да има различни значения. Произнесено ясно или написано с добра пунктуация, изречението е лесно разбираемо. Ето как изглежда изречението изписано правилно:
James, while John had had "had", had had "had had"; "had had" had had a better effect on the teacher.
„Докато Джон беше използвал had, Джеймс беше използвал had had; had had беше предпочетено от учителя.“
Сменяйки пунктуацията, но запазвайки словореда, изречението придобива малко по-друг смисъл:
James, while John had had "had had", had had "had"; "had had" had had a better effect on the teacher.
„Докато Джон беше използвал had had, Джеймс беше използвал had; had had беше предпочетено от учителя.“
В първия случай Джеймс е този, който е избрал предпочетената от учителя конструкция had had, докато във втория случай това е Джон.
В изречението думата had се използва с 3 различни значения:
1. на глагола „имам“,
2. на спомагателния глагол had,
3. на препратка към самата дума (обозначено с кавички).